# 贝布勒奈姆
贝布勒奈姆（法語：Beblenheim，法語發音：[beblənaim] ⓘ）是法国上莱茵省的一个市镇，属于科尔马-里博维莱区。

## 地理
贝布勒奈姆（48°9'30"N, 7°19'38"E）面积5.61 平方千米，位于法国大東部大區上莱茵省，该省份为法国东部内陆省份，是阿尔萨斯的一部分，今与下莱茵省组成了阿尔萨斯欧洲集体，其北临下莱茵省，西接孚日省，西南接贝尔福地区省，东侧沿莱茵河与德国相望，南与瑞士接壤。
与贝布勒奈姆接壤的市镇（或旧市镇、城区）包括：本维尔、米特尔维尔、里克维尔、奥斯泰姆。
贝布勒奈姆的时区为UTC+01:00、UTC+02:00（夏令时）。

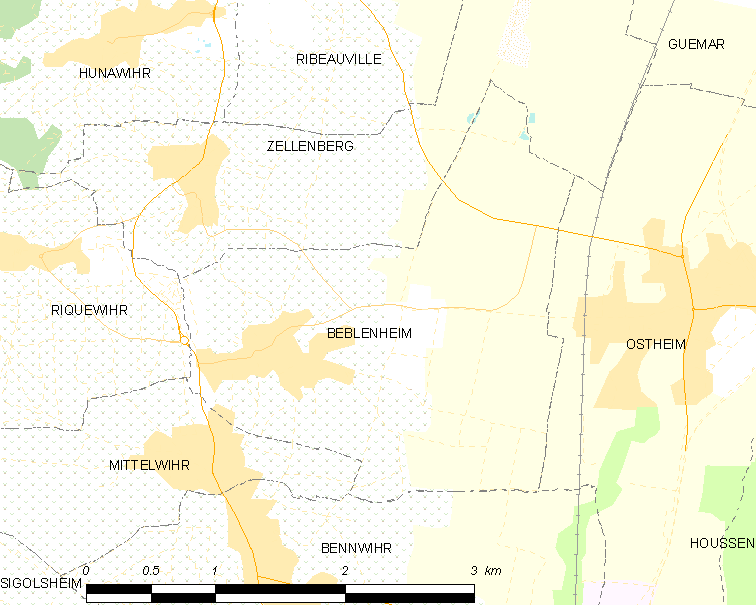
贝布勒奈姆的OSM定位图

## 行政
贝布勒奈姆的邮政编码为68980，INSEE市镇编码为68023。

## 政治
贝布勒奈姆所属的省级选区为圣玛丽欧米讷县。

## 人口

1962-2008年间贝布勒奈姆人口变化图示

贝布勒奈姆于2022年1月1日时的人口数量为931人。